# Nyoma pusilloides
Nyoma pusilloides là một loài bọ cánh cứng trong họ Cerambycidae.